# Skalak, Burgas
Skalak (în bulgară Скалак) este un sat în comuna Ruen, regiunea Burgas,  Bulgaria. 

## Demografie
Componența etnică a satului Skalak
     Turci (49,03%)
     Bulgari (5,32%)
     Nicio identificare (45,64%)
     Altele (0%)
La recensământul din 2011, populația satului Skalak era de 620 locuitori. Nu există o etnie majoritară, locuitorii fiind turci (49,03%) și bulgari (5,32%). Pentru 45,64% din locuitori nu este cunoscută apartenența etnică.